# Diecezja Worcesteru (Wielka Brytania)
Diecezja Worcesteru (ang. Diocese of Worcester) – diecezja Kościoła Anglii w metropolii Canterbury. Powstała w 680 roku jako diecezja katolicka, w czasie reformacji stała się częścią Kościoła Anglii. 

## Biskupi
stan na 23 stycznia 2018:
- biskup diecezjalny: John Inge (z tytułem biskupa Worcesteru)[2]
- biskup pomocniczy: Graham Usher (z tytułem biskupa Dudley)[3]